# Dothidasteroma maculosum
Dothidasteroma maculosum är en svampart som först beskrevs av Berk. & Broome, och fick sitt nu gällande namn av Franz Xaver von Höhnel 1910. Dothidasteroma maculosum ingår i släktet Dothidasteroma och familjen Parmulariaceae.   Inga underarter finns listade i Catalogue of Life.